# وسپا تی۵
وسپا تی۵ (به انگلیسی: Vespa T5) یک موتورسیکلت ایتالیایی ۱۲۵سی‌سی، یک سیلندر، دوزمانه، طرح اسکوتر بود که در بین سال‌های ۱۹۸۵ الی ۱۹۹۹ میلادی توسط کمپانی پیاجو تولید می‌شد.